# SugarCrash!
"Sugar Crash!" (estilizado como " SugarCrash!") es una canción escrita, producida e interpretada por el músico canadiense ElyOtto. Fue lanzada el 25 de agosto de 2020. El 23 de abril de 2021 se lanzó un remix con Kim Petras y Curtis Waters.

## Historia y composición
Con una duración de un minuto y 20 segundos, la canción está en la tonalidad de fa mayor con un tempo de 98 latidos por minuto . Se volvió viral en la aplicación para compartir videos TikTok en 2021. "SugarCrash!" incorpora hyperpop con muchos efectos de sonido, bajos distorsionados y voces agudas, que consta de dos coros, un verso y un puente. Platt afirmó en una entrevista de Genius que la canción, hecha con GarageBand, era una prueba de fuente de sonido para Pokémon Black and White . Platt también afirmó que la canción cubría muchos de sus problemas; lo cansado que estaba de la pandemia de COVID-19, su futuro y su disforia de género.

Escuché a muchas personas trans decir que sienten que nacieron en el cuerpo equivocado, deseando poder ser otra persona. No me siento así del todo, soy quien quise ser. Quiero deshacerme de ese auto-odio que tengo por mí mismo, y de algún modo aceptarme. Es algo muy personal para mí, pero sacado de contexto, es algo con lo que casi cualquiera podría relacionarse, lo que creo que es realmente hermoso.

## Recepción
Justin Curto de Vulture escribió: "Como canción, 'SugarCrash!' trata de resolver el mismo problema del que se trata. No es nada nuevo en el hiperpop, que a menudo utiliza producciones optimistas para abordar temas más oscuros. Pero en otro nivel, igualmente consciente de sí mismo, la canción funciona tan bien porque también se trata exactamente de cómo suena. Es una canción hiperactiva sobre estar lleno de energía reprimida; una canción desgarradora que, en un momento, contempla dividirse el propio cerebro". La canción también recibió elogios del autor de Billboard, Joe Lynch, quien la describió como "una porción diarista y cubierta de caramelo de insatisfacción adolescente". 
Tras el éxito de la canción, al menos siete sellos discográficos se acercaron a ElyOtto antes de que firmara con RCA Records.

## Impacto
La canción debutó en el número 30 en la lista Hot Rock & Alternative Songs, después de haber pasado 19 semanas y contando en la lista en total, alcanzando el número 10. Más tarde debutó en el número 23 en Bubbling Under Hot 100 durante la semana del 20 de marzo de 2021, y alcanzó el puesto 59 en el UK Singles Chart, así como el número 126 en Billboard ' Global 200. La canción también le valió a ElyOtto un lugar en la lista Breakthrough 25 ' Rolling Stone para los meses de febrero y marzo de 2021 en los números 15 y 17, respectivamente, así como un lugar en la lista de artistas emergentes ' Billboard durante cuatro semanas. alcanzando el número 36. 

## Video musical
El 23 de abril de 2021, se lanzó un visualizador junto con el remix. El 4 de mayo de 2021 se lanzó un video musical de la canción original. Ambos videos tienen un total combinado de 23,5 millones de visitas a septiembre de 2022.

## Posiciones
| Ranking (2021)                                            | Mejor posición |
| --------------------------------------------------------- | -------------- |
| Canadá (Canadian Hot 100)                                 | 81             |
| Global 200 (Billboard)/>                                  | 126            |
| Reino Unido (UK Singles Chart)                            | 59             |
| Reino Unido (UK Indie Chart)                              | 11             |
| Estados Unidos Bubbling Under Hot 100 Singles (Billboard) | 23             |
| Estados Unidos Hot Rock & Alternative Songs (Billboard)   | 10             |

| Ranking (2021)                                          | Posición |
| ------------------------------------------------------- | -------- |
| Estados Unidos Hot Rock & Alternative Songs (Billboard) | 48       |